# توماس مايا
توماس مايا (بالإسبانية: Tomás Maya) (12 سبتمبر 1996 بكولومبيا - ) هو لاعب كرة قدم كولومبي في مركز الدفاع. لعب مع نادي ليونيس.

## وصلات خارجية
- توماس مايا على موقع قاعدة بيانات كرة القدم.إي يو (الإنجليزية)
- توماس مايا على موقع Soccerway.com (الإنجليزية)
- توماس مايا على موقع AS.com (الإسبانية)